# Collings Guitars
Collings Guitars — гитарная мастерская, расположенная в Остине, штат Техас. Инструменты производятся вручную. Основатель бизнеса — Билл Коллингз. На гитарах, созданных на мануфактуре, играли: Брайан Мэй, Кит Ричардс, Джордж Стрейт, Брэнди Карлайл, Пит Таунсенд, Патти Смит, Пол Саймон, Джони Митчелл и Эдди Ван Хален.
В середине семидесятых годов основатель компании переехал из Огайо в Хьюстон получив работу в нефтяной компании. Первой мастерской Коллингса была его кухня, где он работал по ночам. Вскоре его инструменты оказались в руках местных талантов Рика Гордона и Лайла Ловетта. Это сделало Коллингса известным в регионе среди музыкантов. После создания первых пятидесяти гитар и нескольких банджо в Хьюстоне, он отправился на запад. Во время остановки в Остине Коллингз подружился с Томом Эллисом и Майком Стивенсом. Встретив единомышленников, Билл решил остаться и работать в мастерской Тома. 
В 1987 году Джордж Грун, известный коллекционер и поставщик винтажных духовых инструментов и владелец компании Gruhn Guitars в Нэшвилле, попросил Билла сделать 25 гитар «Gruhn» на заказ. После этого о нём стали писать журналы, а музыкальные магазины стали обращаться с просьбами о поставках им гитар для продажи. К тому времени Билл создавал акустические гитары собственном небольшом магазине. В 1989 году он арендовал помещение площадью 1 000 квадратных футов и нанял двух помощников.
Весной 1992 года Билл перенес своё производство гитар в помещение площадью 3 200 квадратных футов, которое он приобрел на окраине Остина. Со временем магазин увеличился в три раза, а штат сотрудников вырос до 50 человек. В 1999 году Collings Guitars представила первые мандолины. В 2006 году появились первые электрогитары, произведённые компанией. К 2012 году штат производства в Остине вырос до 85 сотрудников. Площадь цеха — 22 000 футов. В 2016 году, после нескольких лет разработки, компания начала продавать собственные кейсы для акустических гитар и мандолин.
Collings Guitars никогда не заключала рекламные контракты с музыкантами. Цена на продукцию начинается от 3500 долларов и может превосходить нижний ценовой порог в несколько раз. Инструменты производятся из различных пород дерева, которые поступают на фабрику из разных стран мира. Подготовка древесины обычно занимает не менее года.
Основатель производства умер в 2017 году от рака.